# 크래프트 디너

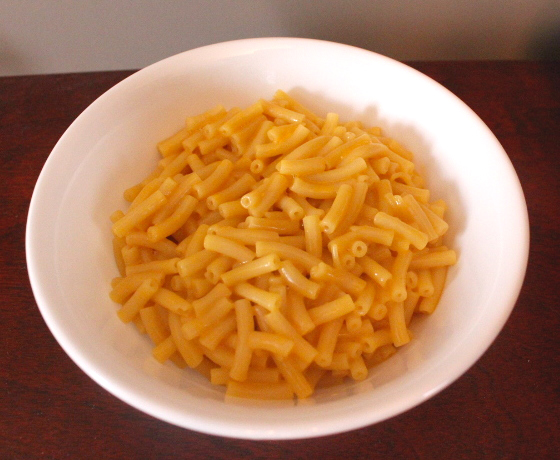

크래프트 디너(Kraft Dinner)는 크래프트푸드의 건조형 마카로니 앤드 치즈 제품이다.
캐나다에서는 크래프트 디너, 미국, 오스트레일리아에서는 크래프트 마카로니 앤드 치즈 디너(Kraft Macaroni & Cheese Dinner) 또는 크래프트 맥 앤드 치즈(Kraft Mac & Cheese), 영국에서는 마카로니 치즈(Macaroni Cheese) 또는 치지 파스타(Cheesey Pasta)라는 이름으로 알려져 있다. 1937년 크래프트 디너라는 이름으로 캐나다와 미국에서 동시에 처음 선보였다.

## 같이 보기
- 치즈 위즈